# Belisana gyirong
Belisana gyirong är en spindelart som beskrevs av Zhang, Zhu och Song 2006. Belisana gyirong ingår i släktet Belisana och familjen dallerspindlar. Inga underarter finns listade.